# The Outrunners
The Outrunners son un tag team de lucha libre profesional estadounidense formado por Truth Magnum y Turbo Floyd. Tienen contrato con All Elite Wrestling (AEW) y también luchan para su promoción hermana Ring of Honor (ROH). El equipo debutó en abril de 2021 y luchó para la National Wrestling Alliance (NWA), así como para varias promociones regionales en el circuito independiente, como Ohio Valley Wrestling (OVW). El gimmick del equipo es que se presentan como un throwback a los luchadores de los años 1980.

## Historia

### All Elite Wrestling (2021-presente)
The Outrunners hicieron su debut en All Elite Wrestling el 8 de septiembre de 2021 en AEW Dark: Elevation, perdiendo ante The Butcher & The Blade.

## Estilo y personaje en la lucha libre profesional
El gimmick del equipo es que se presentan como luchadores de la década de 1980, incluso vistiendo equipo y utilizando movimientos al estilo de esa época y filmando viñetas usando una cámara de video VHS. Su popularidad los convirtió en uno de los principales vendedores de mercancías de AEW en agosto de 2024.

## Campeonatos y logros
- Ohio Valley Wrestling
  - OVW Southern Tag Team Championship (2 veces)[9]